# Мейендорф, Николай Феофилович
Барон Николай Феофилович (Богданович) Мейендорф (10 (22) декабря 1887, Санкт-Петербург — 17 марта 1969, Зальцбург) — полковник лейб-гвардии Конной артиллерии, участник Первой мировой войны и Белого движения. В эмиграции — иконописец.

## Биография
Из остзейского баронского рода Мейендорфов. Сын генерала от кавалерии, генерал-адъютанта Феофила (Богдана) Егоровича Мейендофа и Елены Павловны, урождённой графини Шуваловой (1857—1943).
Среднее образование получил в частной гимназии Карла Мая, курс которой окончил в 1907 году. В военную службу вступил вольноопределяющимся. В 1913 году выдержал офицерский экзамен при Михайловском артиллерийском училище и был произведен подпоручиком в лейб-гвардии Конную артиллерию, с которой и вступил в Первую мировую войну. Был ранен, награждён орденом святой Анны 4-й степени «за отличие в делах против германцев».
В Гражданскую войну участвовал в Белом движении в составе Вооруженных сил Юга России. В сентябре 1919 года — в гвардейской артиллерии, полковник. В 1920 году эвакуировался через Константинополь в Югославию. В эмиграции там же, состоял членом Общества офицеров-артиллеристов. Позднее получил художественное образование в парижской академии.
В годы Второй мировой войны служил в Русском корпусе, сформированном в Югославии. С 25 октября 1941 года был назначен казначеем 2-го полка (в чине гауптмана), с 3 января 1942 года — командиром транспортной роты при штабе Корпуса. После окончания войны жил в Зальцбурге, где и скончался 17 марта 1969 года.

## Творчество
В 1920—30-е годы Николай Феофилович участвовал в групповых выставках русских художников, в том числе в Белградском университете (1924) и Большой выставке русского искусства (1930). Король Александр пригласил барона Мейендорфа на должность дворцового художника. В 1920-е годы в составе группы русских художников он снимал копии фресок древних сербских храмов и участвовал вместе с Иваном Мельниковым в реставрационных работах в монастыре Жича. Расписывал православные храмы, писал иконы:
- 1930-е годы — церковь Святого Георгия на горе Опленац — мавзолей Карагеоргиевичей;
- 1934 — роспись дворцовой часовни святого Андрея на Дединье,
- 1937 — роспись кладбищенской церкви в Алексинце
- 1941—1942 — изготовил плафон церкви Пресвятой Троицы в Белграде (не сохранился);
- нач. 1960-х — роспись стен церкви святого Прокопия Устюжского в Гамбурге .

Николаем Мейендорфом были созданы мозаичные образы Владимирской Божией матери на фронтоне церкви Покрова Пресвятой Богородицы в Зальцбурге и Феодоровской Божией Матери над входом в Храм-памятник святого прав. Иова Многострадального в Брюсселе (1968).
Дочь Николая Феофиловича, баронесса Елена Николаевна, в одном из интервью вспоминала:

 Он впоследствии стал знаменитым художником — представителем православной живописи и расписал 23 церкви, работал для 3-х королевских дворов, написал минимум 40 икон. Одна из его последних работ — роспись русского православного храма в Гамбурге. А главный труд — усыпальница королевской династии в местечке Топола, находящаяся в соборе на вершине зелёной горы. Там внутри, на стенах и куполах, 3600 м2 заполнены мозаикой, эскизы к которой делал мой папа. Впоследствии он сам научился изготовлять мозаики, например, делал мозаичный иконостас для русской церкви Святой Троицы в Бостоне. К сожалению, он не успел его завершить, и пришлось работу доделывать мне по его эскизам.
Был членом общества «Икона» в Париже.

## Семья
Был женат на Нине Александровне, урождённой Асеевой (18.08.1896-13.08.1971).
- Елена Николаевна (род. 15.04.1923-05.03.2014) — основатель «Центра русской культуры в Зальцбурге[5]».